# Historia del guerrero y la cautiva
A História do Guerreiro e da Cativa (no original, Historia del guerrero y la cautiva) é um conto de Jorge Luís Borges, pertencente ao livro El Aleph (O Aleph).

## Enredo
É um conto comparativo em dois episódios:
1. A história do guerreiro que virou costas ao seu exército para defender, e morrer, pela cidade que antes atacava.
2. A história da inglesa raptada por índios numa terra distante e que, ao lhe ser dada a possibilidade de voltar, não quis por forças profundas, um ímpeto que nenhum deles conseguiu explicar, mas que ambos acataram.

Este sentimento do guerreiro e da inglesa comoveu o autor que, familiarizado com um dos casos, decidiu fazer este relato.